# Hecatomb
Hecatomb war ein Sammelkartenspiel der amerikanischen Firma Wizards of the Coast, den Verlegern des ersten international erfolgreichen Sammelkartenspiels, Magic: The Gathering. Das Spiel zeichnet sich gegenüber den bisherigen Spielvarianten durch seine fünfeckigen, auf Plastiklaminat gedruckten, teilweise durchsichtigen Karten aus. Das Spiel war nur in englischer Sprache erhältlich. Das Basis-Spiel mit 144 verschiedenen Karten wurde am 18. August 2005 auf dem Gen Con in Indianapolis, USA, veröffentlicht. Im Handel waren Starter-Sets mit 40 zufälligen Karten und Booster-Päckchen mit 13 zufälligen Karten erhältlich.
Am 24. Mai 2006 wurde auf der offiziellen Website verkündet, dass die Erweiterung Blanket of Lies, die letzte Erweiterung für Hecatomb werden würde und das Spiel nicht mehr weiterentwickelt wird.

## Spielziel
Im Spiel stehen sich zwei oder mehr Gegner gegenüber, von denen jeder einen mächtigen, dunklen Magier, einen sogenannten Endbringer darstellt. Das Ziel jedes Endbringers ist es die Welt mit Hilfe heraufbeschworener Kreaturen, sogenannten Abominations zu zerstören. Jeder Endbringer versucht mit Hilfe seiner Abominations so viele Seelen zu ernten, bis er genügend Macht besitzt die Apokalypse auszulösen. Um dieses Ziel zu erreichen, legt man zunächst Karten als Kraftquelle (Manasource) in seine Manazone. Diese werden dann benutzt, um einzelne Kreaturen zu beschwören oder Zaubersprüche zu sprechen. Eine interessante Abweichung gegenüber anderen Sammelkartenspiel-Mechaniken ist das zusammensetzen der Abominations, die aus mehreren einzelnen Karten „zusammengeflickt“ werden. Hierzu werden 2 bis 5 der Karten so aufeinander gelegt, dass man durch transparente Teile der Karte auf die Beschriftung der Karte darunter sehen kann. Hierdurch werden unzählige Kombinationsmöglichkeiten und Effekte eröffnet. 
Jeder Endbringer bekommt eine Seele pro Spielzug automatisch und das Spiel endet, wenn einer der beiden Kontrahenten 20 Seelen gesammelt hat. Hierdurch ist eine Art Countdown in das Spiel integriert, der allzu lange Spiele verhindern soll.